# Mistrzostwa Europy w Piłce Ręcznej Kobiet 2024 (składy)
Artykuł grupuje składy żeńskich reprezentacji narodowych w piłce ręcznej, które wystąpią podczas Mistrzostw Europy w Piłce Ręcznej Kobiet 2024 rozegranych na Węgrzech, w Austrii i Szwajcarii od 28 listopada do 15 grudnia 2024 roku.

## Informacje ogólne
Szerokie składy liczące maksymalnie trzydzieści pięć zawodniczek zgodnie z zasadami ustalonymi przez EHF zostały ogłoszone 26 września 2022 roku. Na dzień przed rozpoczęciem zawodów reprezentacje ogłoszą oficjalne dwudziestoosobowe składy, z którego w trakcie turnieju mogą wymienić maksymalnie sześć zawodniczek – maksymalnie po dwie w każdej fazie (z możliwością powrotu wcześniej zastąpionej zawodniczki).